# Fête de la Lune des chasseurs
La Fête de la Lune des chasseurs est un festival qui fait revivre l'époque de la Nouvelle-France entre les colons français et les Amérindiens sur le lieu même du Fort Ouiatenon dans l'Indiana aux États-Unis. 

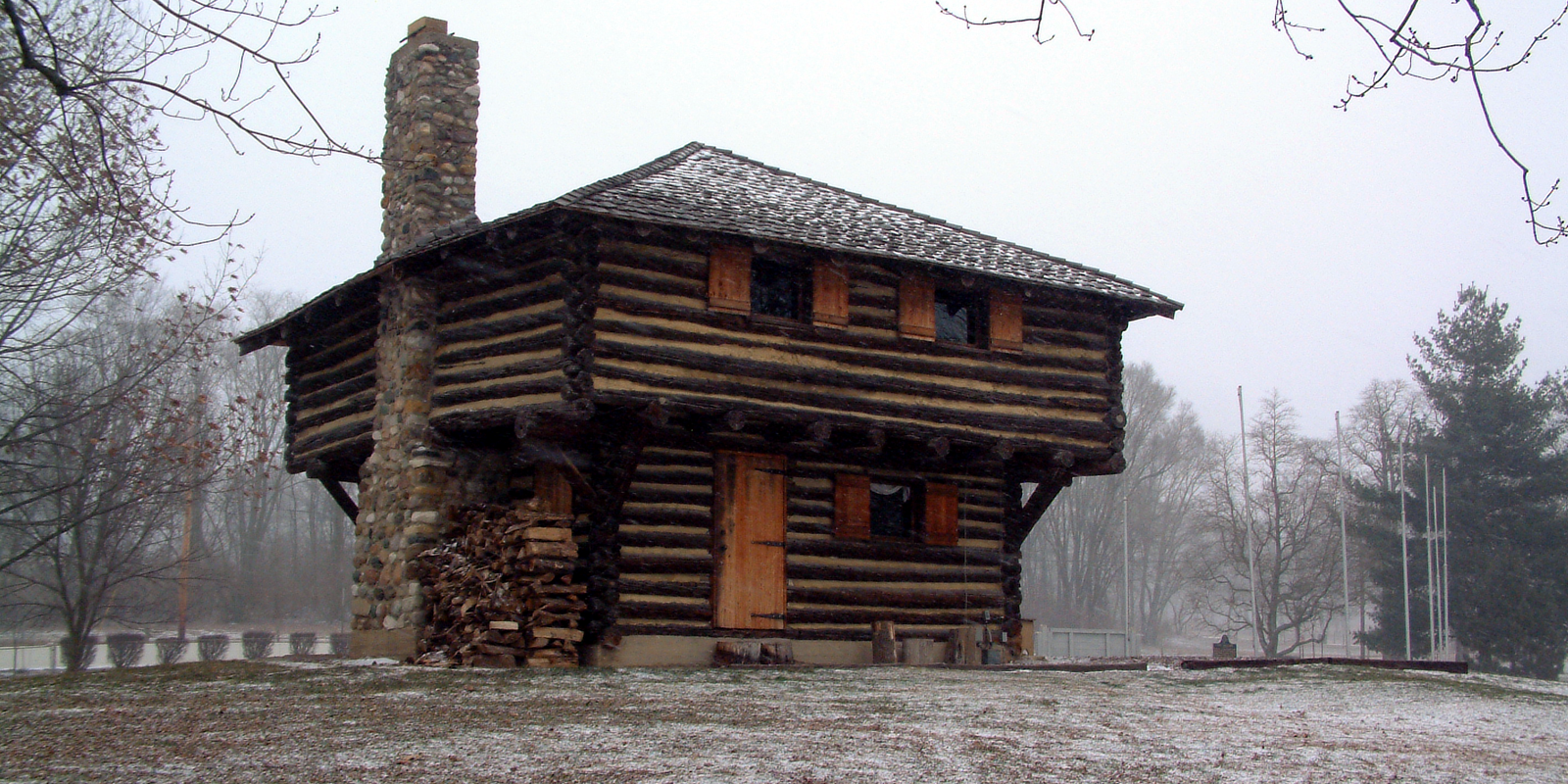
Réplique d'un bâtiment du Fort Ouiatenon

Depuis 1967 se tient en automne le festival de la Fête de la Lune des chasseurs (en anglais : The Feast of the Hunters' Moon) qui retrace et fait revivre les principaux faits marquants et évènements historiques du fort Ouiatenon.
La Lune des chasseurs est la première pleine lune d'automne. Elle est désignée ainsi, aux États-Unis, en raison de sa couleur sanguine. On l'appelle également la lune de sang. Elle est la pleine lune la plus proche de l'équinoxe d'automne.
À l'époque de la Nouvelle-France, coureurs des bois, trappeurs canadiens-français et Amérindiens, rapportaient des fourrures et des peaux (castors, ours, renards, etc.) vers le fort Ouiatenon à l'arrivée de l'automne. La marchandise repartait ensuite vers Québec ou La Nouvelle-Orléans en Louisiane française.
Chaque automne, depuis 1967, à la fin du mois de septembre ou au début du mois d'octobre, la Fête de la Lune des chasseurs, attire environ 8 000 participants et 60 000 spectateurs. Les participants sont habillés en costume d'époque du XVIIIe siècle. Parmi les costumes, ceux des soldats français, des colons et des Amérindiens qui vivaient dans cette région. Ils donnent leur spectacle dans l'enceinte du parc avec des tentes d'époque et dans la réplique d'un des bâtiments de l'ancien fort Ouiatenon qui représente le fort original. 
L'historique présenté au public, commence avec l'arrivée des premiers explorateurs français (fin XVIIe siècle début XVIIIe siècle). La chronologie comprend également les combats entre Français et Anglais lors de la guerre de Sept Ans, ainsi que la révolte amérindienne de la Rébellion de Pontiac, conduite par le Grand Chef Pontiac.
La célébration comprend également des jeux, de l'artisanat, de la gastronomie, de la musique et des démonstrations de la vie authentique du XVIIIe siècle.